# Михайло Мокієвський
Миха́йло Я́кович Мокіє́вський (пом. після 1688) — сотник баришівський, переяславський полковий писар.

## Біографія
Народився в родині шляхтича Якова Мокієвського. В 1654 р. був одним з дев'ятьох Мокієвських які у складі білоцерківської шляхти склали присягу царю.
Обіймав посаду мошенського сотенного писаря, а в вересні 1676 — жовтні 1679 рр. фіксується як переяславський полковий писар.
Станом на 1687 р. був сотником у Баришівці, але після перевороту перебрався до Переяслава де знову обійняв посаду полкового писаря. Тоді ж продав свій дім у Баришівці значковому товаришу Андрію Федоровичу.
Володів Борисполем та Кучаковом. Але через те що чинив «прикрості», 10 листопада 1688 р. отримав розпорядження Івана Мазепи повернути с. Кучаків Федору Сулимі. А з жителями Борисполя щоб він «найскромнее обходилися». Також володів млином на бориспільській греблі, який продав переяславському полковнику Родіону Думитрашку.

## Родина
Його сином був Костянтин Мокієвський (пом. 1709) — полковник київський та чигиринський.
Мав трьох братів: Антона, Степана та Івана. Донькою останнього була Марина Мокієвська — мати гетьмана Івана Мазепи.